# Nowe Państwo (Egipt)
Nowe Państwo – okres w dziejach starożytnego Egiptu, trwający od XVI do XI wieku p.n.e. czas panowania XVIII, XIX i XX dynastii (lata 1570–1070 p.n.e.). Nowe Państwo poprzedzał Drugi Okres Przejściowy, po jego upadku nastąpił Trzeci Okres Przejściowy. 
Wykres chronologiczny panowania władców starożytnego Egiptu od XVIII do XX dynastii. Jego celem jest poglądowe zobrazowanie okresów panowania poszczególnych faraonów w epoce, w której ich państwo osiągnęło szczyt swej potęgi. 